# 西野空男
西野 空男（にしの そらお、1973年 - ）は、日本の漫画家、編集者、同人作家。広島県出身、東京都在住。『漫画雑誌架空』の編集／発行人。セミ書房の立ち上げ人。

## 略歴
1973年、広島県生まれ。ミニコミ活動を経て、2002年10月、『幻燈4』（北冬書房）にて短編「長男」「百貨店／転落」でデビュー。以後、製鋼所で働く傍ら、同誌・『何の雑誌』（幻堂出版）を中心に短編作品を発表。
2006年、伝説の漫画雑誌『ガロ』に系譜されるマイナー漫画の復権を唱えて『幻燈』作家の斉藤種魚、木下竜一らとともに同人漫画誌『漫画雑誌架空』を発行。2009年より上京し、2010年4月から月刊化をスタートさせている（現在は東日本大震災の影響により中断中）。
2008年2月、『ガロ』漫画家・川崎ゆきおらの知られざる同人活動を追った「ルポ もののけ同人」（『架空2号』収録）が第九回アックスマンガ評論新人賞最終選考作品に、2010年、『漫画雑誌架空』が第14回文化庁メディア芸術祭審査委員会推薦作品に選出された。

## 単行本
- 『幸福番外地』（幻堂出版、2007年）
- 『幼年クラブ』（ワイズ出版、2011年）、
- 『気分』（安部愼一共著）（ワイズ出版、2011年）

## 作品リスト
2002年
- 「長男」『幻燈4』（北冬書房、2002年10月）
- 「百貨店／転落」『幻燈4』（北冬書房、2002年10月）
- 「パッカーの男」『氣刊何の雑誌第五号』（幻堂出版、2002年11月）
- 「幸福番外地」『氣刊何の雑誌第五号』（幻堂出版、2002年11月）

2004年
- 「トンネル画廊」『幻燈5』（北冬書房、2004年4月）
- 「蒸発日記」『幻燈5』（北冬書房、2004年4月）
- 「昨日の夢」『幻燈5』（北冬書房、2004年4月）
- 「いじわる公園」『浪漫チック』（幻堂出版、2004年6月）
- 「幼年クラブ」『氣刊何の雑誌第六号』（幻堂出版、2004年7月）
- 「幸福番外地」『氣刊何の雑誌第六号』（幻堂出版、2004年7月）
- 「幸福番外地」『幻史』（幻堂出版、2004年12月）

2005年
- 「森を描く青年」『氣刊何の雑誌第七号』（幻堂出版、2005年7月）
- 「幸福番外地」『氣刊何の雑誌第七号』（幻堂出版、2005年7月）
- 「夢」『氣刊何の雑誌第七号』（幻堂出版、2005年7月）
- 「別離」『幻燈6』（北冬書房、2005年11月）
- 「千の誘惑」『幻燈6』（北冬書房、2005年11月）

2006年
- 「人間公園」『漫画雑誌架空一号』（セミ書房、2006年12月）

2007年
- 「火曜日のトラック」『幻燈7』（北冬書房、2007年2月）
- 「係長に会う」『幻燈7』（北冬書房、2007年2月）
- 「さるのえつこ」（WEBサイト『高田馬場つげ義春研究会』、2007年2月〜）
- 『幸福番外地』（描き下ろし、幻堂出版、2007年6月）
- 「四駒漫画」『幸福番外地』（幻堂出版、2007年6月）
- 「夜風が散る」『走馬燈　創刊準備号』（書肆フリークス、2007年12月）

2008年
- 「日常の関係」『漫画雑誌架空二号』（セミ書房、2008年4月）
- 「夜」『幻燈8』（北冬書房、2008年8月）
- 「ヨン」『走馬燈　第一号』（書肆フリークス、2008年9月）

2009年
- 「菅野修を彷徨う」（文章）『QOM』（書肆フリークス、2009年9月）
- 「走馬燈」『幻燈10』（北冬書房、2009年11月）

2010年
- 「フヨウ」（原作安部慎一）『月刊架空4月号』（セミ書房、2010年4月）
- 「＋」『走馬燈　第4号』（書肆フリークス、2010年5月）
- 「耳鳴」（原作安部慎一）『月刊架空5月号』（セミ書房、2010年5月）
- 「西日」（原作安部慎一）『月刊架空6月号』（セミ書房、2010年6月）
- 「夜曲」（原作安部慎一）『月刊架空7月号』（セミ書房、2010年7月）
- 「家出前夜」（原作安部慎一）『月刊架空8月号』（セミ書房、2010年8月）
- 「理知という名の赤い花」（原作安部慎一）『月刊架空9月号』（セミ書房、2010年9月）
- 「深夜の栄光」（原作安部慎一）『月刊架空11月号』（セミ書房、2010年11月）
- 「トンマな肉屋」『幻燈11』（北冬書房、2010年11月）
- 「珍犬バナナ」（原作安部慎一）『月刊架空12月号』（セミ書房、2010年12月）

2011年
- 「愛は憎しみを越えず」（原作安部慎一）『月刊架空1月号』（セミ書房、2011年1月）
- 「雪中記」（原作安部慎一）『幻燈12』（北冬書房、2011年11月）

2012年
- 「ねじ式模写」『月刊架空2月号』（セミ書房、2012年6月）